# Bovicola caprae
Bovicola caprae är en insektsart som först beskrevs av Gurlt 1843.  Bovicola caprae ingår i släktet Bovicola och familjen pälslöss. Inga underarter finns listade i Catalogue of Life.